# 乌克兰陆军第10山地突击旅
第10独立山地突击旅（烏克蘭語：10-та окрема гірсько-штурмова бригада）是乌克兰陆军的一个山地旅，建立于2015年，部队代号B3950。驻扎在伊万诺-弗兰科夫斯克州科洛梅亞，象征为雪绒花。

## 历史
2015年9月，乌克兰军方宣布在西方作战指挥部下新建第10独立山地突击旅。创建该旅的主要目的是防止罗马尼亚对布科維納地区潜在的领土主张，此外在对俄作战时，该旅将被派往反恐行动区。乌克兰英雄瓦西尔·祖巴尼奇担任首任旅长。
第10山地突击旅先后参加了顿巴斯战争和2022年俄罗斯入侵乌克兰期间的作战。2022年2月24日俄罗斯开战后，该旅被调往临近白俄罗斯沃倫州方向，以防备俄军从白俄罗斯边境发起进攻，3-4月间，参与了解放基辅州的作战。之后调往哈尔科夫和顿涅茨克地区。

## 结构
截至2017年，该旅的结构包括：
- 第8独立山地突击营[5]
- 第108独立山地突击营[6]
- 第109独立山地突击营[7]
- 坦克营
- 旅属炮兵
- 其他防空、工程等单位